# Philipp Krementz

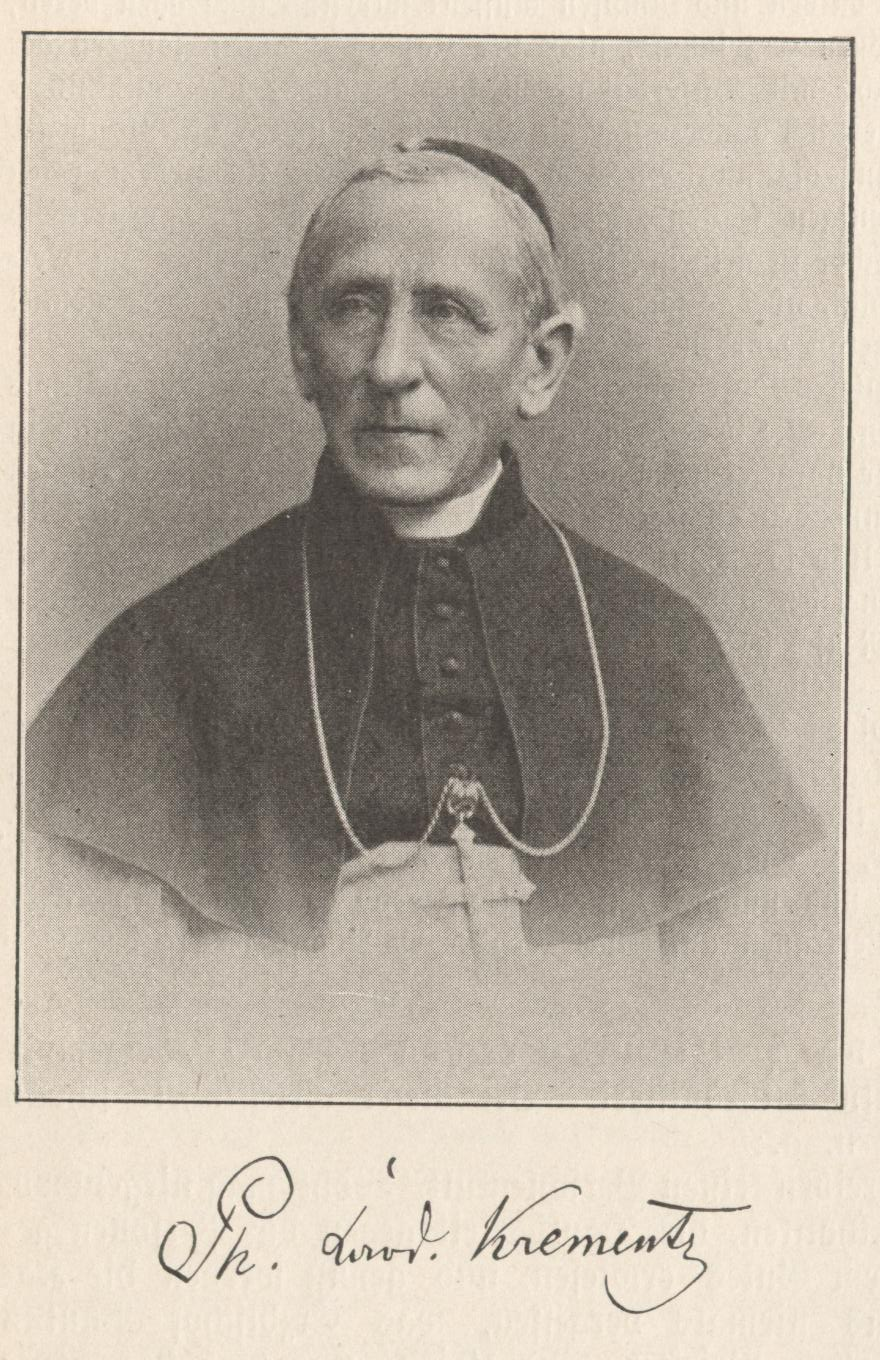
Philipp Kardinal Krementz, Foto mit Unterschrift

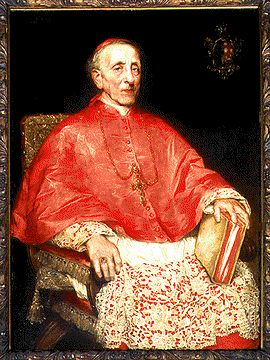
Philippus Kardinal Krementz, Gemälde von Heinrich Mosler-Pallenberg

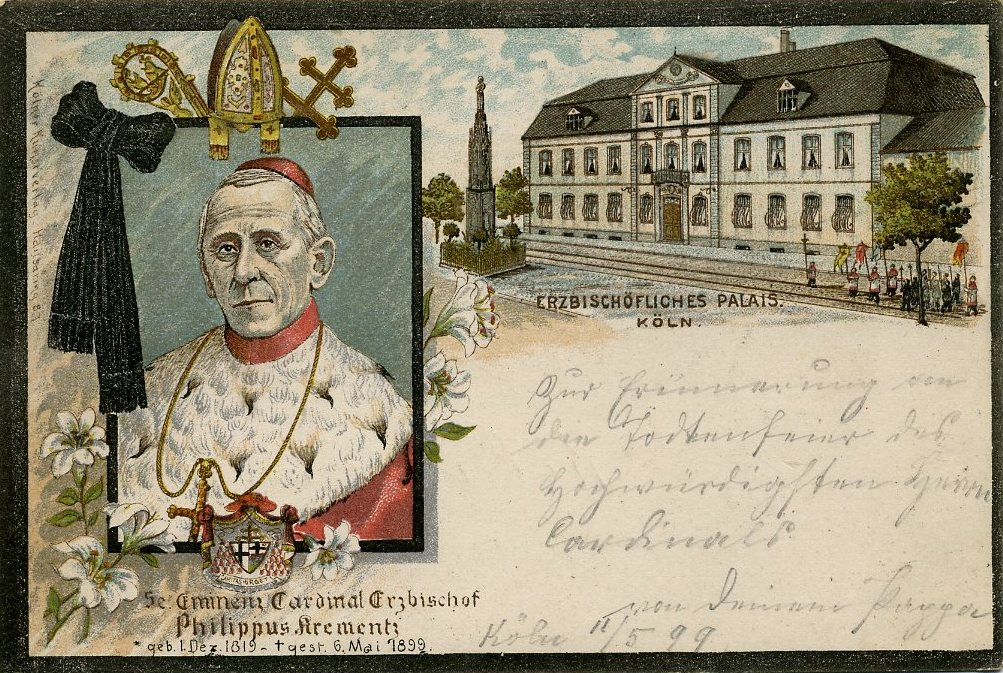
Philippus Kardinal Krementz, Erzbischof, Erzbischöfliches Palais Köln

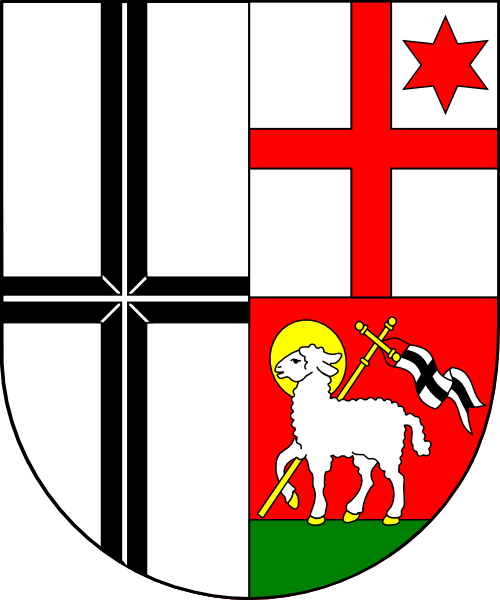
Wappen des Erzbischofs Krementz

Philipp Krementz (* 1. Dezember 1819 in Koblenz; † 6. Mai 1899 in Köln) war Kardinal (seit 1893), Bischof von Ermland (1867–1886) und Erzbischof von Köln (1885–1899).

## Leben
Philipp Krementz wurde als Sohn eines Metzgers in Koblenz geboren und begann 1837 das Studium der Theologie in Bonn, das er 1839 in München fortsetzte. Nach seiner Priesterweihe am 27. August 1842 in Koblenz war er dort als Kaplan tätig. Seit 1846 wirkte er als Religionslehrer an der Rheinischen Ritterakademie in Bedburg. Im Januar 1848 wurde er Pfarrer von St. Kastor in Koblenz und 1853 Dechant des Dekanates Koblenz.
Am 16. April 1859 wurde er zum Ehrendomherren der Trierer Kathedrale ernannt, was er jedoch ablehnte. 1864 und 1867 stand er auf den Kandidatenlisten für die Bischofswahlen in Köln und Trier. Bei keiner der Wahlen erreichte er jedoch die Mehrheit der Stimmen. Eine vom Trierer Bischof angebotene Stelle als Domherr lehnte er ab.
Das Frauenburger Domkapitel wählte Krementz, der durch die Königin von Preußen, welche er persönlich kannte, favorisiert wurde, am 22. Oktober 1867 zum Bischof von Ermland, wo er am 24. Mai 1868 inthronisiert wurde. Zuvor hatte ihm der Kölner Erzbischof Paulus Melchers am 3. Mai die Bischofsweihe gespendet. Im Jahr 1868 erhielt er die Ehrenbürgerwürde seiner Geburtsstadt Koblenz. In den folgenden Jahren macht er sich durch seine streng römische Richtung beim Klerus seiner Diözese unbeliebt.
Er nahm am Ersten Vatikanischen Konzil von 1869 bis 1870 teil. Er gehörte zu den Infallibilitätsgegnern und reiste mit 54 anderen Bischöfen vor dem Ende des Konzils aus Rom ab. Er nahm somit nicht mehr an der feierlichen Abstimmung vom 18. Juli 1870 teil, auf der die Erhebung der päpstlichen Unfehlbarkeit zum Dogma erhoben wurde. Er beugte sich jedoch den Konzilsentscheidungen und verkündigte das Infallibilitätsdogma in seiner Diözese. 1872 exkommunizierte er fünf antiinfallibilistische Geistliche seiner Diözese, was zu einem Konflikt mit dem preußischen Staat führte. Der Konflikt endete am 25. September 1872 mit der Sperrung der Temporalien.
Im März 1885 einigten sich der Vatikan und das Königreich Preußen über die Neubesetzung des vakanten Stuhls des Erzbischofs von Köln. Papst Leo XIII. ernannte Krementz am 30. Juli 1885 zum neuen Erzbischof von Köln. Dort wurde er am 15. Dezember inthronisiert. Krementz musste in seinen Kölner Jahren die Verwaltung der Kölner Erzdiözese neu aufbauen, da diese durch die zehn Jahre des Kulturkampfes gänzlich darnieder lag. 1886 wurde er Vorsitzender der Fuldaer Bischofskonferenz, ein Amt, das er bis 1896 innehatte. Am 16. Januar 1893 wurde er als Kardinalpriester mit der Titelkirche San Crisogono in das Kardinalskollegium aufgenommen.
Am Ende seines Lebens war der Erzbischof geistig verwirrt und konnte sich nur mit Mühe von einer Verkündigung des Weltunterganges für das Jahr 1950 abbringen lassen. Philipp Krementz starb am 6. Mai 1899 in Köln und wurde in der Bischofsgruft des Kölner Doms beigesetzt.

## Ehrungen und Auszeichnungen
- Ehrenbürgerschaft der Stadt Koblenz (1868)
- Königlicher Kronen-Orden I. Klasse[1]
- Roter Adlerorden II. Klasse mit Eichenlaub und Stern[1]
- Albrechts-Orden, Komturkreuz I. Klasse[1]
- Orden vom Heiligen Grab zu Jerusalem, Großkreuz[1]

## Werke
- Das Haus Gottes. Eine Predigt, gehalten am 22. Dezember 1853 bei der Einweihung der hiesigen Carmelitenkirche und zum Andenken an diesen Tag der katholischen Militair-Gemeinde von Coblenz. Hergt, Koblenz 1854.
- Die Stadt auf dem Berge oder Offenbarung und Abfall. Eine apologetische Skizze. Hölscher, Koblenz 1861.
- Israel Vorbild der Kirche. Versuch einer Beleuchtung der Geschicke der Christenheit durch die vorbildliche Geschichte Israels. Kirchheim, Mainz 1865.
- Das Evangelium im Buche Genesis oder das Leben Jesu, vorbildlich dargestellt durch die Geschichte der Patriarchen Abraham, Isaak, Jakob und Joseph. Nebst einer Antwort auf Nr. 7 des Theologischen Litteraturblattes. Hergt, Koblenz 1867.
- Das Leben Jesu, die Prophetie der Geschichte seiner Kirche. Herder, Freiburg im Breisgau 1869.
- Grundlinien zur Geschichtstypik der heiligen Schrift. Ein Beitrag zum Verständniß der hl. Geschichte und der Weltgeschichte. Nebst einem Anhange über die Typik des Buches Ruth. Herder, Freiburg im Breisgau 1875.
- Die Offenbarung des hl. Johannes im Lichte des Evangliums nach Johannes. Eine Skizze der königl. Herrschaft Jesu Christi. Herder, Freiburg im Breisgau 1883.